# Claude Bowes-Lyon, XIII conte di Strathmore e Kinghorne
Claude Bowes-Lyon, XIII conte di Strathmore e Kinghorne (Redbourn, 21 luglio 1824 – Bordighera, 16 febbraio 1904), è stato un nobile britannico.
Attraverso suo figlio Claude, egli fu il bis-nonno della regina Elisabetta II.

## Biografia
Era il secondo dei figli sopravvissuti di Thomas George Lyon-Bowes, Lord Glamis, figlio di Thomas Lyon-Bowes, XI conte di Strathmore e Kinghorne, e di sua moglie, Charlotte Grimstead.

### Carriera
Nel 1865 egli succedette al fratello maggiore Thomas nell'eredità dei titoli paterni e nel 1887 venne creato Barone Bowes, di Streatlam Castle e Lunedale, nella Pari del Regno Unito.
Egli fu inoltre rappresentante della parìa scozzese (1870-1892), nonché Lord Luogotenente di Angus dal 1874 sino alla propria morte.

### Matrimonio
Sposò, il 28 settembre 1853, Frances Dora Smith, figlia di Oswald Smith e Henrietta Mildred Hodgson. Ebbero undici figli:
- Claude Bowes-Lyon, XIV Conte di Strathmore e Kinghorne (14 marzo 1855-7 novembre 1944);
- Lord Francis Bowes-Lyon (23 febbraio 1856-18 febbraio 1948), sposò Lady Anne Catherine Sybil Lindsay, ebbero sette figli;
- Lord Ernest Bowes-Lyon (4 agosto 1858-27 dicembre 1891), sposò Isobel Hester Drummond, ebbero sei figli;
- Lord Herbert Bowes-Lyon (15 agosto 1860-14 aprile 1897);
- Lord Patrick Bowes-Lyon (5 marzo 1863-5 ottobre 1946), sposò Alice Wiltshire, ebbero quattro figli;
- Lady Constance Frances Bowes-Lyon (8 ottobre 1865-19 novembre 1951), sposò Robert Francis Leslie Blackburn, ebbero due figli;
- Lord Kenneth Bowes-Lyon (26 aprile 1867-9 gennaio 1911);
- Lady Mildred Marion Bowes-Lyon (6 ottobre 1868-9 giugno 1897), sposò Augustus Edward Jessop, non ebbero figli;
- Lady Maud Agness Bowes-Lyon (12 giugno 1870-28 febbraio 1941);
- Lady Evelyn Mary Bowes-Lyon (16 luglio 1872-15 marzo 1876);
- Lord Malcolm Bowes-Lyon (23 aprile 1874-23 agosto 1957), sposò Winifred Gurdon Rebow, ebbero una figlia.

### Morte
Morì il 16 febbraio 1904, all'età di 79 anni, a Bordighera.

## Ascendenza
|                                                            |                      |                          | Genitori                |  |  | Nonni |  |  | Bisnonni                                               |  |  | Trisnonni                                             |  |
|                                                            |                      |                          |                         |  |  |       |  |  | 8. John Lyon-Bowes, IX conte di Strathmore e Kinghorne |  |  | 16. Thomas Lyon, VIII conte di Strathmore e Kinghorne |  |
|                                                            |                      |                          |                         |  |  |       |  |  | 8. John Lyon-Bowes, IX conte di Strathmore e Kinghorne |  |  | 16. Thomas Lyon, VIII conte di Strathmore e Kinghorne |  |
|                                                            |                      | 17. Jean Nicholson       |                         |  |  |       |  |  | 8. John Lyon-Bowes, IX conte di Strathmore e Kinghorne |  |  |                                                       |  |
| 4. Thomas Lyon-Bowes, XI conte di Strathmore e Kinghorne   |                      |                          |                         |  |  |       |  |  | 8. John Lyon-Bowes, IX conte di Strathmore e Kinghorne |  |  |                                                       |  |
|                                                            |                      | 9. Mary Eleanor Bowes    | 18. sir George Bowes    |  |  |       |  |  |                                                        |  |  |                                                       |  |
|                                                            |                      | 9. Mary Eleanor Bowes    | 18. sir George Bowes    |  |  |       |  |  |                                                        |  |  |                                                       |  |
|                                                            |                      | 9. Mary Eleanor Bowes    | 19. Mary Gilbert        |  |  |       |  |  |                                                        |  |  |                                                       |  |
| 2. Thomas George Lyon-Bowes, lord Glamis                   |                      | 9. Mary Eleanor Bowes    |                         |  |  |       |  |  |                                                        |  |  |                                                       |  |
|                                                            |                      | 10. George Carpenter     | 20. George Carpenter    |  |  |       |  |  |                                                        |  |  |                                                       |  |
|                                                            |                      | 10. George Carpenter     | 20. George Carpenter    |  |  |       |  |  |                                                        |  |  |                                                       |  |
|                                                            |                      | 10. George Carpenter     | 21. Martha Cox          |  |  |       |  |  |                                                        |  |  |                                                       |  |
| 5. Mary Elizabeth Louisa Rodney Carpenter                  |                      | 10. George Carpenter     |                         |  |  |       |  |  |                                                        |  |  |                                                       |  |
|                                                            |                      | 11. Mary Elizabeth Walsh | 22. John Walsh (= 14)   |  |  |       |  |  |                                                        |  |  |                                                       |  |
|                                                            |                      | 11. Mary Elizabeth Walsh | 22. John Walsh (= 14)   |  |  |       |  |  |                                                        |  |  |                                                       |  |
|                                                            |                      | 11. Mary Elizabeth Walsh | 23. Elizabeth N. (= 15) |  |  |       |  |  |                                                        |  |  |                                                       |  |
| 1. Claude Bowes-Lyon, XIII conte di Strathmore e Kinghorne |                      | 11. Mary Elizabeth Walsh |                         |  |  |       |  |  |                                                        |  |  |                                                       |  |
|                                                            | 12. Thomas Grimstead | 24. Valentine Grimstead  |                         |  |  |       |  |  |                                                        |  |  |                                                       |  |
|                                                            | 12. Thomas Grimstead | 24. Valentine Grimstead  |                         |  |  |       |  |  |                                                        |  |  |                                                       |  |
|                                                            | 12. Thomas Grimstead | 25. Elizabeth Langley    |                         |  |  |       |  |  |                                                        |  |  |                                                       |  |
| 6. Joseph Valentine Grimstead                              | 12. Thomas Grimstead |                          |                         |  |  |       |  |  |                                                        |  |  |                                                       |  |
|                                                            |                      | 13. Eleanor Creswick     | 26. Joseph Creswick     |  |  |       |  |  |                                                        |  |  |                                                       |  |
|                                                            |                      | 13. Eleanor Creswick     | 26. Joseph Creswick     |  |  |       |  |  |                                                        |  |  |                                                       |  |
|                                                            |                      | 13. Eleanor Creswick     | 27. Elizabeth Lautol    |  |  |       |  |  |                                                        |  |  |                                                       |  |
| 3. Charlotte Grimstead                                     |                      | 13. Eleanor Creswick     |                         |  |  |       |  |  |                                                        |  |  |                                                       |  |
|                                                            |                      | 14. John Walsh           | …                       |  |  |       |  |  |                                                        |  |  |                                                       |  |
|                                                            |                      | 14. John Walsh           | …                       |  |  |       |  |  |                                                        |  |  |                                                       |  |
|                                                            |                      | 14. John Walsh           | …                       |  |  |       |  |  |                                                        |  |  |                                                       |  |
| 7. Charlotte Walsh                                         |                      | 14. John Walsh           |                         |  |  |       |  |  |                                                        |  |  |                                                       |  |
|                                                            |                      | 15. Elizabeth N.         | …                       |  |  |       |  |  |                                                        |  |  |                                                       |  |
|                                                            |                      | 15. Elizabeth N.         | …                       |  |  |       |  |  |                                                        |  |  |                                                       |  |
|                                                            |                      | 15. Elizabeth N.         | …                       |  |  |       |  |  |                                                        |  |  |                                                       |  |
|                                                            |                      | 15. Elizabeth N.         |                         |  |  |       |  |  |                                                        |  |  |                                                       |  |